# Cambridge (gmina w Vermont)
Cambridge – gmina (town) w Stanach Zjednoczonych, w stanie Vermont, w hrabstwie Lamoille. W jej granicach znajdują się wsie Cambridge i Jeffersonville.